# La Mar (provincie)
| La Mar                                                   | La Mar                       |
| -------------------------------------------------------- | ---------------------------- |
| Harta localizării provinciei în cadrul regiunii Ayacucho |                              |
| Informații generale                                      |                              |
| Nume nativ                                               | Provincia de La Mar          |
| Țară                                                     | Peru                         |
| Regiune                                                  | Ayacucho                     |
| Fondare                                                  | 18 martie 1861               |
| Primar                                                   | Ciro Gavilán (2011-2014)     |
| - Capitală                                               | San Miguel                   |
| - Suprafață totală                                       | 4392,15 km2                  |
| - Districte                                              | 9                            |
| Populație                                                |                              |
| An recensământ                                           | 2005                         |
| - Totală                                                 | 84 177                       |
| - Densitate                                              | 19,17/km2                    |
| Fus orar                                                 | UTC-5                        |
| Sit web                                                  | http://www.munilamar.gob.pe/ |
| UBIGEO                                                   | 0505                         |
| Modifică text                                            |                              |

La Mar este una dintre cele unsprezece provincii din regiunea Ayacucho din Peru. Capitala este orașul San Miguel. Se învecinează cu provinciile Huamanga și Huanta, și cu regiunile Cusco și Apurímac.

## Istoric
Provincia a fost cerată pe durata mandatului președintelui Ramón Castilla. Congresul Repubicii a aprobat legea nr. 6551 din 18 martie 1861 pentru crearea provinciei în cadrul regiunii Ayacucho, dar a fost promulgată de către Castilla pe 30 martie 1861.

## Diviziune teritorială
Provincia este divizată în 9 districte (spaniolă: distritos, singular: distrito), cu capitalele între paranteze: 
- Anco (Chiquintirca)
- Ayna (San Francisco)
- Chilcas (Chilcas)
- Chungui (Chungui)
- Luis Carranza (Pampas)
- San Miguel (San Miguel)
- Santa Rosa (Santa Rosa)
- Samugari (Palmapampa)
- Tambo (Tambo)

## Grupuri etnice
Provincia este locuită de către urmași ai populațiilor quechua. Quechua este limba care a fost învățată de către majoritatea populației (procent de 82,96%) în copilărie, iar 16,58% dintre locuitori au vorbit pentru prima dată spaniolă. (Recensământul peruan din 2007)